# P!nk Box
P!nk Box – drugi box set amerykańskiej piosenkarki Pink wydany w 2007 roku w Australii przez wytwórnię Sony BMG, który zawierał w środku trzy pierwsze albumy i album koncertowy Pink: Live in Europe. W 25 maja 2009 roku została wydana nowa wersja box setu zawierająca cztery pierwsze albumy piosenkarki. Wydawnictwo dotarło najwyżej do siódmego miejsca na liście UK Albums Chart.

## Zawartość

### Dysk: 1 (Can’t Take Me Home)
1. "Split Personality" (Terence "Tramp-Baby" Abney, Babyface, A. Moore) – 3:58
2. "Hell wit Ya" (Kevin "Shekspere" Briggs, Kandi Burruss, D. Green, Moore) – 2:58
3. "Most Girls" (Babyface, D. Thomas) – 4:58
4. "There You Go" (Briggs, Burruss, Moore) – 3:22
5. "You Make Me Sick" (B. Dimilo, Anthony President, M. Tabb) – 4:07
6. "Let Me Let You Know" (N. Creque, S. Hall, C. Stewart, R. Thicke) – 4:44
7. "Love Is Such a Crazy Thing" (J. Boyd, D. Jones, M. Keith, L. Maxwell, Q. Parker, M. Scandrick, C. Sills) – 5:13
8. "Private Show" (K. Karlin, A. Martin, I. Matias, C. Schack, L. Schack) – 4:14
9. "Can’t Take Me Home" (Steve "Rhythm" Clarke, H. Frasier, Moore) – 3:38
10. "Stop Falling" (W. Baker, Moore, P. Woodruff) – 5:50
11. "Do What U Do" (J. Hollins, E. Lewis, K. Prather, M. Sinclair) – 3:57
12. "Hiccup" (D. Avant, Steve "Rhythm" Clarke, Frasier, Moore) – 3:31
13. "Is It Love" (Steve "Rhythm" Clarke, Frasier, Moore, A. Phillips) – 3:38
14. "There You Go" (Sovereign Mix) (Briggs, Burruss, Moore) – 6:20
15. "Most Girls" (X-Men Vocal Mix) (Babyface, D. Thomas) – 4:51

### Dysk: 2 (M!ssundaztood)
1. "Get the Party Started" – 3:12
2. "18 Wheeler" – 3:45
3. "M!ssundaztood" – 3:36
4. "Dear Diary" – 3:29
5. "Eventually" – 3:34
6. "Numb" – 3:06
7. "Just like a Pill" – 3:57
8. "Family Portrait" – 4:56
9. "Misery" featuring Steven Tyler & Richie Sambora – 4:33
10. "Respect" featuring Scratch – 3:25
11. "Don't Let Me Get Me" – 3:31
12. "Gone to California" – 4:34
13. "Lonely Girl" featuring Linda Perry – 4:21
14. "My Vietnam" – 5:16
15. "Catch-22" – 6:21

### Dysk: 3 (Try This)
1. "Trouble" (Tim Armstrong, Pink) – 3:13
2. "God Is a DJ" (Billymann, Jonathan Davis, Pink) – 3:46
3. "Last to Know" (Armstrong, Pink) – 4:03
4. "Tonight's the Night" (Armstrong, Pink) – 3:56
5. "Oh My God" gościnniePeaches (Armstrong, Merrill Nisker, Pink) – 3:44
6. "Catch Me While I'm Sleeping" (Linda Perry, Pink) – 5:03
7. "Waiting for Love" (Paul Ill, Brian MacLeod, Perry, Pink, Eric Schermerhorn) – 5:28
8. "Save My Life" (Armstrong, Pink) – 3:16
9. "Try Too Hard" (Perry, Pink) – 3:14
10. "Humble Neighborhoods" (Armstrong, Pink) – 3:52
11. "Walk Away" (Armstrong, Pink) – 3:39
12. "Unwind" (Armstrong, Pink) – 3:14
13. "Love Song" (Damon Elliott, Pink) – 6:32
14. "Feel Good Time" gościnnie William Orbit (William Orbit, Beck) – 3:58

### Dysk: 4 (I'm Not Dead)
1. "Nobody Knows" (Pink, Billy Mann, Robin Mortensen Lynch) – 3:17
2. "Who Knew" (Pink, Max Martin, Lukasz Gottwald) – 3:28
3. "Long Way to Happy" (Pink, Butch Walker) – 3:49
4. "Stupid Girls" (Mann, Pink) – 3:59
5. "Dear Mr. President" (con Indigo Girls) (Pink, Mann)– 4:33
6. "I'm Not Dead" (Pink, Mann) – 3:46
7. "'Cuz I Can" (Pink, Martin, Gottwald) – 3:43
8. "Leave Me Alone (I'm Lonely)" (Pink, Walker) – 3:18
9. "U + Ur Hand" (Pink, Martin, Gottwald, Rami) – 3:34
10. "Runaway" (Pink, Mann) – 4:23
11. "The One that Got Away" (Pink, Mann) – 4:42
12. "I Got Money Now" (Pink, Mike Elizondo) – 3:55
13. "Conversations with My 13 Year Old Self" (Pink, Mann) – 3:50
14. "Fingers" (Pink, Mann) – 3:44 (utwór dodatkowy)
15. "Centerfold" (Pink, Greg Kurstin, Cathy Dennis) – 3:47
16. "I Have Seen the Rain"

## Pozycje na listach przebojów
| Kraj            | Lista (2011)            | Najwyższa pozycja |
| --------------- | ----------------------- | ----------------- |
| Australia       | ARIA Charts             | 13                |
| Dania           | Tracklisten             | 12                |
| Finlandia       | Suomen virallinen lista | 42                |
| Irlandia        | Irish Albums Chart      | 21                |
| Szwajcaria      | Schweizer Hitparade     | 38                |
| Wielka Brytania | UK Albums Chart         | 7                 |